# Alfonso Maurizio Iacono
Alfonso Maurizio Iacono (Agrigento, 16 settembre 1949) è un filosofo italiano. Ordinario di Storia della Filosofia all'Università di Pisa, nell'anno accademico 2002-2003 è stato Visiting Professor all'Université de Paris 1 (Sorbonne-Panthéon). Fino al 2012 ha ricoperto la carica di Preside della Facoltà di Lettere e Filosofia dell'Università di Pisa. Dal 2015 al 2016 è stato Presidente del Sistema Museale di Ateneo (SMA) dell'Università di Pisa.

## Biografia
Si è laureato nel 1972 a Pisa con i professori Aldo Giorgio Gargani e Nicola Badaloni, perfezionandosi alla Scuola Normale Superiore. Dal 2000 è docente ordinario di Storia della filosofia nell'Ateneo pisano.
Iacono è stato fra gli studiosi italiani che negli anni settanta e ottanta si sono interessati ai rapporti storici e teorici tra filosofia, antropologia e politica. Fin dai primi anni ottanta, si è inoltre occupato di epistemologia della complessità, collaborando con Gianluca Bocchi, Mauro Ceruti, e Francisco Varela, contribuendo all'introduzione dei temi dell'epistemologia della complessità nel dibattito filosofico italiano. 
In continuità con quell'impegno di ricerca, che trovò prima espressione nella pubblicazione de L'evento e l'osservatore (1987), nel 2005 ha fondato il Laboratorio filosofico sulla complessità Ichnos.
La sua ricerca si è concentrata sui rapporti tra filosofia, politica e antropologia nel pensiero moderno e contemporaneo, in un costante confronto con il pensiero antico: al riguardo, ha dedicato numerosi studi all'analisi storiografica di nozioni quali feticismo, paura e meraviglia, e all'indagine epistemologica sul tema dell'osservatore. Tali ricerche gravitano attorno ad una riflessione sul tema dell'altro nelle relazioni storico-sociali e politiche: da qui i saggi sulle triadi concettuali autonomia, potere, minorità e storia, verità, finzione.
Ne Il borghese e il selvaggio (1982) Iacono ha analizzato l'influenza della figura di Robinson Crusoe nei paradigmi filosofico-economici di Turgot e Adam Smith rilevando gli elementi di antropologia occidentalista là dove la rappresentazione teorica della società e della storia si mostrava nei suoi aspetti apparentemente semplici, ovvi e trasparenti tali da nascondere con l'evidenza i presupposti del punto di vista coloniale.
In Teorie del feticismo (1985), la genealogia del concetto di feticismo dalla sua origine nell'illuminista Charles de Brosses fino a Marx, a Freud e al pensiero contemporaneo, ha contribuito, sul piano metodologico, all'idea di una storia della filosofia interpretata attraverso concetti e, sul piano interpretativo, alla messa in evidenza dei mutamenti semantici del “feticismo”, un concetto di origine coloniale che si è trasformato con Marx e con Freud in due modi di operare, rispettivamente sul mondo storico-sociale e sul mondo della psiche, basati sulla pratica teorica di un'antropologia dall'interno. Le fétichisme. Histoire d'un concept del 1992 è ancora oggi uno dei testi più citati sull'argomento. Nel 1998, in Paura e meraviglia, i temi storiografici dell'illuminismo e del feticismo vengono ripresi e ridiscussi alla luce del pensiero contemporaneo.
Il problema filosofico e politico dell'antropologia dall'interno è stato sviluppato attraverso la questione epistemologica dell'osservatore a cui Iacono ha dedicato alcuni scritti teorici tra i quali L'evento e l'osservatore (1987). Influenzato da Marx, ma anche da Foucault e da Bateson, Iacono ha analizzato le teorie della storia di Bossuet, Vico e Droysen attraverso il tema del ruolo dell'osservatore che interpreta gli eventi sociali e naturali nella loro storicità. Interessato alle teorie contemporanee dell'autorganizzazione biologica (Atlan, Maturana, Varela), Iacono ha cercato di reinterpretare il senso epistemologico della storia, la parzialità dei punti di vista impliciti dell'osservatore e delle sue visioni del mondo, la questione dell'altro, il rapporto tra scienze storico-sociali e scienze naturali, alla luce del concetto di complessità. In questa chiave, in Tra individui e cose del 1995, Iacono raccoglieva i risultati di ricerche che, all'interno dei rapporti fra filosofia, antropologia e politica, si interrogava attraverso Gregory Bateson sull'idea del ‘pensare per storie’ come momento metodologico e critico di un'antropologia dall'interno in una società come quella occidentale moderna dove le cose si sostituiscono feticisticamente agli uomini e il conformismo si mostra incessantemente e paradossalmente come l'irrompere del nuovo.
Il problema della critica sociale e dell'autonomia individuale come decisivo in una società occidentale che domina il mondo dichiarandosi libera e democratica è al centro del libro Autonomia, potere, minorità (2000, Premio Speciale Pozzale Luigi Russo 2001). Partendo dallo scritto di Kant Risposta alla domanda: che cos'è l'Illuminismo?, Iacono si chiede perché in una società istituzionalmente ‘libera’ e ‘democratica’, all'indomani della fine dei regimi socialisti, il desiderio di uscire dallo stato di minorità non riesce a vincere il contrastante desiderio di rimanere nello stato di minorità, perché in sostanza è così forte la paura di essere autonomi.
La questione dell'autonomia ha portato Iacono a interessarsi ai temi della verità, dell'illusione e dell'inganno. Per un'antropologia dall'interno occorre vedere con altri occhi e per vedere con altri occhi è necessario acquisire uno sguardo d'altrove. I temi dell'universalismo e della questione dell'altro sono discussi in quest'ottica in Storia, verità, finzione del 2006.
La meraviglia che connota il tono emotivo della conoscenza filosofica deve passare attraverso lo straniamento: essere straniero a te stesso affinché l'altro non sia straniero a te. L'autonomia può realizzarsi soltanto nella relazione con l'altro e non, come se l'è immaginato il pensiero moderno, recidendo ogni legame per poi andarlo a costituire da padroni. Ma un'antropologia dall'interno è continuamente in tensione con un senso comune che, conservando le verità condivise ovvero i pregiudizi, tende a mostrarle come ovvie, naturali, eterne, uniche, a renderle dunque salde e indiscutibili. Ci si dimentica allora che viviamo in molti mondi, in mondi intermedi (Mondi intermedi e complessità, 2005), e che siamo capaci, con la coda dell'occhio, di percepire sempre un mondo altro da quello in cui siamo immersi. Perdendo questa percezione perdiamo la nostra capacità di uscire da noi stessi e dunque la facoltà di essere autonomi. L'illusione, attraverso cui ci si approssima alla verità, che è consapevolezza critica di un'illusione stessa (Nietzsche, Pirandello), si trasforma in inganno e in autoinganno, sulle cui basi si produce il rischio della costituzione delle regole del consenso, in una società libera ma senza autonomia. Nel 2010 ha pubblicato L'illusione e il sostituto. Riprodurre, imitare, rappresentare.
Un'altra direzione di studi riguarda le genealogie dell'immagine della finestra e del concetto di illusione nella storia del pensiero occidentale. In quest'ambito di riflessione Iacono ha realizzato con il regista Renzo Boldrini e l'artista Andrea Bastogi (produzione Giallo Mare Minimal Teatro) una conferenza multimediale sullo spettatore e i suoi paradossi, dal titolo Con altri occhi.
Iacono dirige il bimestrale di politica e cultura Il Grandevetro. Ha collaborato per anni al quotidiano il manifesto. Fa parte del Comitato scientifico della Scuola di formazione e ricerca sui conflitti Polemos. Fa parte del comitato scientifico della Fondazione Collegio San Carlo di Modena.
Ha laureato molti studenti al polo universitario penitenziario della casa circondariale Don Bosco di Pisa e tuttora collabora a progetti e iniziative per un'effettiva opera di recupero del detenuto che sconta la pena.
Va in pensione dalla docenza universitaria nell'autunno 2019.

## Opere (selezione)

### Saggi
- Il borghese e il selvaggio, Pisa 2003 (2nd. ed.)
- Teorie del feticismo, Milano 1985
- L'evento e l'osservatore, Bergamo 1987; trad. fr., L'evenement et l'observateur Paris 1998
- Le fétichisme. Histoire d'un concept, Paris 1992
- Fetischismus, in H.J. Sandkühler (Hg.), Europäische Enzyklopädie zu Philosophie und Wissenschaften, Bd. 2, Felix, Meiner Verlag, Hamburg 1990, pp. 67–72
- The American Indians and the Ancients of Europe, in AA.VV., The Classical Tradition and the Americans, vol. I, Berlin-New York 1994
- Tra individui e cose, Roma 1995
- Paura e meraviglia. Storie filosofiche del XVIII secolo, Catanzaro 1998
- Autonomia, potere, minorità, Milano 2000 (Premio Speciale Pozzale Luigi Russo 2001)
- Caminhos de saida do estado de menoridate, Rio de Janeiro, 2001
- (con A. G. Gargani), Mondi intermedi e complessità, Pisa 2005
- Storia, verità e finzione, Roma 2006
- L'illusione e il sostituto. Riprodurre, imitare, rappresentare, Bruno Mondadori, Milano 2010
- The History and Theory of Fetishism (trad. di Teorie del feticismo), Palgrave Macmillan US, New York 2016
- Il sogno di una copia. Del doppio, del dubbio, della malinconia, Guerini Scientifica, Milano 2016
- Storie di mondi intermedi, Edizioni ETS, Pisa 2017, ISBN 9788846743794
- Studi su Karl Marx. La cooperazione, l'individuo sociale, le merci, Edizioni ETS, Pisa 2018, ISBN 9788846751584
- The Bourgeois and the Savage (trad. di Il borghese e il selvaggio), Palgrave Macmillan US, New York 2020.
- Socrate a cavallo di un bastone, Manifestolibri, Roma 2022.

### Filosofia alle elementari
- (con S. Viti), Le domande sono ciliegie, Manifestolibri, Roma 2000
- (con S. Viti), Per mari aperti. Viaggi tra filosofia e poesia nelle scuole elementari, Roma 2003

## Filosofia alle scuole superiori
- La giustizia è l'utile del più forte? Incontro con gli studenti del Liceo classico «Empedocle» di Agrigento, Pisa 2000

## Racconti
- L'accelerato, in Favolare a cura di Antonia Casini e Giovanni Vannozzi, MdS Editore, Pisa 2015
- La scelta, in Gabbie, a cura di Michele Bulzomì, Antonia Casini, Giovanni Vannozzi, MdS Editore, Pisa 2016